# Xanthorhoe pallida
Xanthorhoe pallida là một loài bướm đêm trong họ Geometridae.